# 十三號鎮區 (阿肯色州本頓縣)
十三號鎮區（英語：Township 13）是位於美國阿肯色州本頓縣的一個行政鎮區。根據2010年美國人口普查，該地共人口13,230人，而該地的面積約為366.85平方千米。

## 地理
十三號鎮區的座標為36°11′38″N 94°24′35″W / 36.19389°N 94.40972°W。